# ۱۲۷۹ (میلادی)
۱۲۷۹ (میلادی) هزار و دویست و هفتاد و نهمین سال تقویم میلادی است.

## درگذشتگان
‎